# David P. Lane
Sir David Philip Lane (* 1. Juli 1952 in Wimbledon, Surrey, England) ist ein britischer Immunologe und Krebsforscher. Lane wirkt an der University of Dundee in Dundee, Schottland, und an der Agency for Science, Technology and Research in Singapur und er ist Senior Professor am Karolinska Institutet in Stockholm, Schweden.
Lane ist insbesondere für die Entdeckung des Tumorsuppressors p53 bekannt (1979). Lane hat im Laufe seiner wissenschaftlichen Karriere wesentliche Beiträge zum Verständnis der Funktion von p53 bei gesunden Individuen beziehungsweise der Fehlfunktion von genetisch verändertem p53 bei Krebspatienten geleistet.

## Leben
Lane erwarb am University College London 1973 einen Bachelor in Mikrobiologie und 1976 bei Avrion Mitchison einen Ph.D. in Immunologie. Als Postdoktorand arbeitete Lane bei Lionel Crawford am Imperial Cancer Research Fund in London, bevor er ab 1977 als Lecturer in der Abteilung für Zoologie und ab 1981 in der Abteilung für Biochemie am Imperial College London arbeitete. 1978 bis 1980 hatte Lane einen Forschungsaufenthalt am Cold Spring Harbor Laboratory in Cold Spring Harbor, New York. 1985 übernahm er als Leiter das Labor für molekulare Immunchemie am Imperial Cancer Research Fund in South Mimms, Hertfordshire; 1988 wurde er Leiter der gesamten Einrichtung. 1990 übernahm Lane eine Professur für molekulare Onkologie an der University of Dundee in Dundee, Schottland, und die Leitung des dortigen Forschungslaboratoriums von Cancer Research UK. Von 2007 bis 2009 wurde Lane beurlaubt, um in Singapur das Institute of Molecular and Cell Biology (A*STAR, Agency for Science, Technology and Research) zu leiten. 2007/2008 hatte er die Leitung des Experimental Therapeutics Centre und 2008/2009 des Biomedical Research Council in Singapur inne. Von 2007 bis 2010 war Lane Forschungsleiter von Cancer Research UK und seit 2009 ist er Forschungsleiter von A*Star in Singapur. Von 2020 bis 2024 war Lane Professor im Department of Microbiology, Tumor and Cell Biology am Karolinska Institutet in Stockholm, Schweden. Seit 2025 ist er Senior Professor.
Lane ist mit der Dermatologin und Immunologin Birgit Lane verheiratet, die ebenfalls in Dundee und Singapur forscht.

## Auszeichnungen (Auswahl)
- 1988 Mitglied der European Molecular Biology Organization[3]
- 1992 Mitgliedschaft in der Royal Society of Edinburgh[4]
- 1993 Charles Rodolphe Brupbacher Preis für Krebsforschung gemeinsam mit Arnold J. Levine[5]
- 1993 Dr. Josef Steiner Krebsforschungspreis mit Arnold J. Levine[6]
- 1995 Meyenburg-Preis[7]
- 1996 Mitgliedschaft in der Royal Society[8]
- 1996 Mitgliedschaft (Fellow) des Royal College of Pathologists
- 1998 Paul-Ehrlich-und-Ludwig-Darmstaedter-Preis mit Arnold J. Levine und Bert Vogelstein[9]
- 1998 Mitgliedschaft in der Academy of Medical Sciences
- 2000 Knight Bachelor („Sir“)
- 2001 Mitglied der Academia Europaea[10]
- 2004 Buchanan Medal der Royal Society[8]
- 2005 Prix International de l’INSERM
- 2022 Mitglied der National Academy of Sciences[11]